# Die Soldaten (Drama)
Die Soldaten. Eine Komödie ist ein bürgerliches Trauerspiel von Jakob Michael Reinhold Lenz. Das 1776 verfasste Stück ist von Shakespeare beeinflusst; es kann der literarischen Epoche des Sturm und Drang zugerechnet werden. Die Bezeichnung als „Komödie“ geht von Lenzens eigenem Gattungsverständnis aus.
Die Soldaten spielt „im französischen Flandern“ und handelt von einer Bürgers-Tochter, der ein Offizier den Hof macht – allerdings ohne ernsthafte Absichten. Nachdem er sie fallen lässt, wird sie von der Gesellschaft zur Hure gestempelt. Das Drama kann aber noch versöhnlich enden.

## Inhalt
Marie Wesener, eine Kaufmannstochter, beginnt eine Beziehung mit dem jungen Offizier Desportes, obwohl sie mit dem Tuchhändler Stolzius verlobt ist. Maries Vater erkennt nach anfänglichem Widerstand, dass sich mit der Liebschaft seiner Tochter soziale Aufstiegsmöglichkeiten eröffnen und hilft Marie, sich mit Hilfe eines Abschiedsbriefes an Stolzius erst einmal von ihm zu lösen, ihn jedoch noch warmzuhalten, falls es mit Desportes doch nicht klappen sollte. Doch dem jungen Offizier geht es nur um eine kurze Affäre. Obwohl Maries Vater dessen Schulden bezahlt, wendet sich Desportes von Marie ab. Sofort wirbt ein anderer Soldat namens Mary, der mit Desportes befreundet ist, um sie.

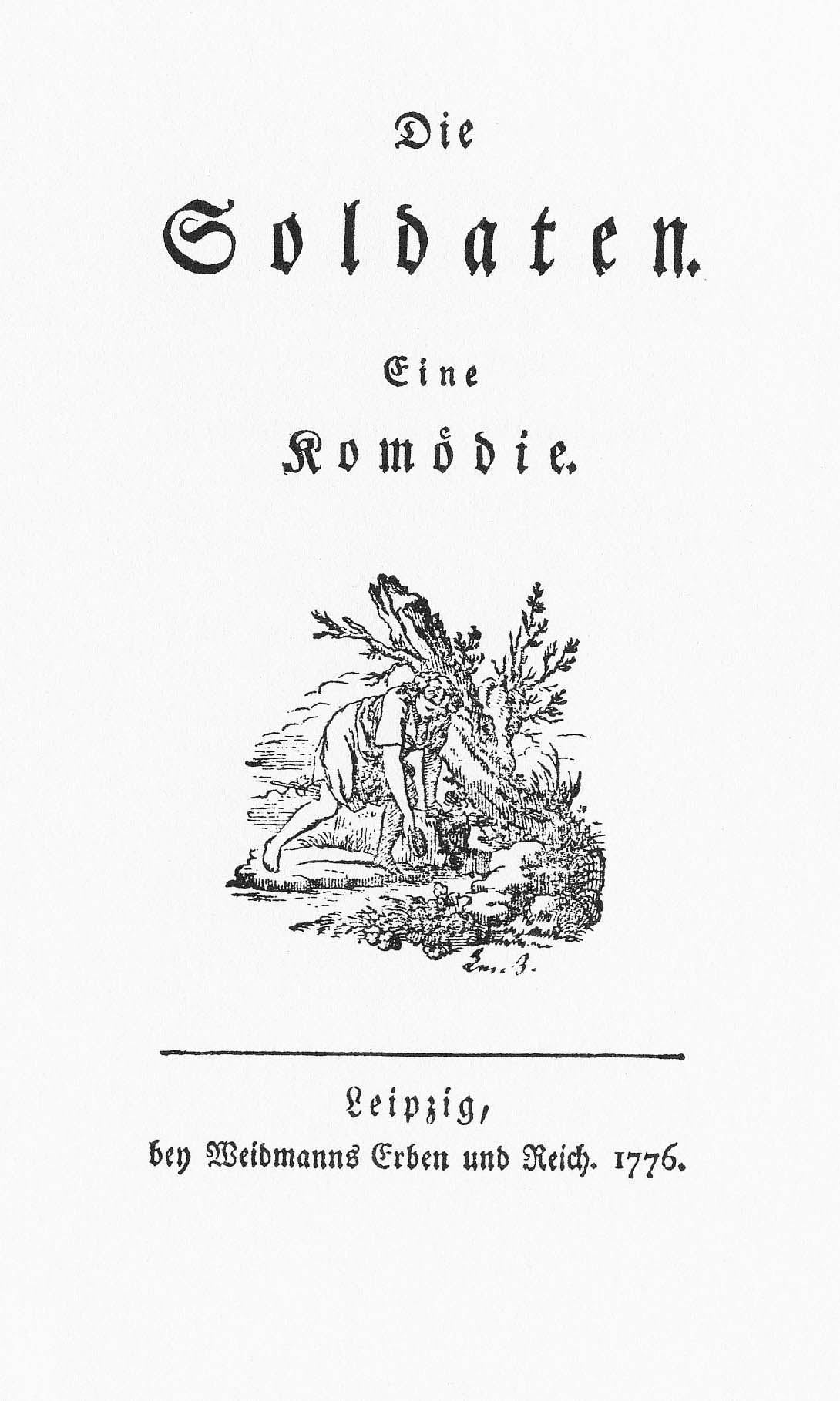
Titel der Erstausgabe 1776

Als sie den jungen Grafen de la Roche kennenlernt, nimmt dessen Mutter Marie in ihre Obhut, um sie vor Nachstellungen zu schützen. Marie wird Gesellschafterin der Gräfin, unter der Bedingung, dass sie ein Jahr keinen Mann zu sehen bekommt. Sie trifft sich jedoch mit Mary, wird von der Gräfin erwischt, und läuft daraufhin davon. Mary, der Marie tatsächlich heiraten wollte, will auch nichts mehr von ihr wissen, weil sie den jungen Grafen angeflirtet hat.
Marie macht sich auf die Suche nach Desportes, dieser lässt sie jedoch von einem Jäger aufhalten, mit unredlichen Absichten („Was der nun aus ihr macht, will ich abwarten […]“). Als Desportes dieses in Gegenwart von Stolzius zugibt, wird er von Stolzius vergiftet. Mary will daraufhin seinen toten Freund rächen, aber Stolzius hat sich ebenfalls vergiftet. Sterbend macht er dem Stand der Soldaten zum Vorwurf, dass sie junge Mädchen verführen und so zu Ausgestoßenen aus der Gesellschaft machen.
Maries Vater hat sich derweil ebenfalls auf den Weg zu Desportes gemacht. Er findet seine hungernde Tochter bettelnd auf der Straße. Erst erkennt er sie nicht, dann fallen sie sich in die Arme.
In der letzten Szene bewerten die Gräfin und ein Obrist die Geschehnisse. Sie sehen den ehelosen Soldatenstand als ein „Ungeheuer“, dem gelegentlich ein Mädchen geopfert werden muss, um die anderen zu schützen. Um dies zu verhindern, müsste eine „Pflanzschule von Soldatenweibern“ gegründet werden, die den Soldaten märtyrerhaft zur Verfügung stünden; dadurch würden die Fürsten zudem immer mit neuen Soldaten versorgt – den Kindern aus diesen Verbindungen.

## Hintergrund
Wie in vielen seiner Werke hebt Lenz in den Soldaten den Widerspruch zwischen den aufklärerischen Forderungen nach Autonomie und freier Entfaltung der Persönlichkeit und den Zwängen der Ständegesellschaft hervor, um letztere zu kritisieren. Im Speziellen kritisiert er hier auch das gewissenlose Verhalten von Soldaten, vor allem von Offizieren, gegenüber Töchtern bürgerlicher Herkunft. Doch dies wird nicht allein als die Schuld der „vergnügungssüchtigen“ Soldaten dargestellt: Marie und ihr Vater haben ebenso durch ihre gesellschaftlichen Ambitionen Mitschuld an dem Geschehenen; sie lassen sich vom Glanz der Uniform blenden.
Erst hundert Jahre nach Veröffentlichung des Werkes wurde es von Eduard von Bauernfeld am Wiener Hoftheater inszeniert.

## Bearbeitungen
- Die Soldaten dienten Georg Büchner als Vorlage für sein Drama Woyzeck, in welchem er das Thema allerdings variierte und in einen sozial viel niedrigeren Stand transferierte.
- 1930 vertonte Manfred Gurlitt das Drama als Oper unter dem Titel Soldaten.
- Von 1958 bis 1964 vertonte Bernd Alois Zimmermann das Drama nochmals. Die gleichnamige Oper wurde am 15. Februar 1965 in Köln uraufgeführt und gilt mit ihren Simultanszenen bis heute als ein Schlüsselwerk der modernen Oper.

## Sekundärliteratur
- Ralf Sudau: Jakob Michael Reinhold Lenz, Der Hofmeister / Die Soldaten. Oldenbourg, München 2003, ISBN 978-3-637-01405-3
- Manfred Windfuhr: Nachwort, in: Jakob Michael Reinhold Lenz, Die Soldaten. Eine Komödie. Reclam, Stuttgart 2019, S. 85–89, ISBN 978-3-15-005899-2.